# Leine (Eine)
Die Leine ist ein linker Zufluss der Eine im Harz, in Sachsen-Anhalt. Zur Unterscheidung von dem etwas größeren gleichnamigen Nebenfluss der Helme und der wesentlich größeren Leine zu Aller wird sie auch Stangeroder Leine genannt, nach ihrem Mündungsort.

## Verlauf
Als Ursprung der Leine kommen zwei Stellen in betracht:
- Hydrografisch betrachtet beginnt sie mit einer Pseudobifurkation als östlicher Teil eines Entwässerungsgrabens, der südlich von Harzgerode über einen Sattel des Höhenrückens zieht, der weiter nordöstlich in die Schiebecksköpfe ausläuft. Die Stelle liegt weniger als einen halben Kilometer nördlich der Quelle der Eine.
- Nach 560 m erreicht das Gewässer seinen zweiten Quellort, eine starke Quelle, durch deren Mulde es von Dämmen gefasst geleitet wird.

Die Leine fließt zunächst in nordöstlicher Richtung und entfernt sich dabei so weit von der Eine, dass zwischen beiden Tälern noch der Wiebeck Platz hat. Zwischen Molmerswende am Wiebeck und Pansfelde an der nördlich parallel fließenden Schwennecke steht in ihrem ansonsten unbewohnten Tal die Leinemühle südlich des Leineberges (330 m). In Stangerode mündet die Leine in die Eine.